# 网络环境完整性
网络环境完整性（英語：Web Environment Integrity）是Google为Chromium浏览器提出的一项实验性应用程序接口。

## 内容

WEI证明过程的时序图

Google声称，这是一种确定浏览器是否可信的方法，有助于防范欺诈和其他不良行为；其目标是更多地了解网络浏览器另一端的人，确保他们不是机器人，并且浏览器没有被以任何未经批准的方式修改或篡改。
“网络环境完整性”与已经在Google Play应用程序部署的类似，都是检查用户的客户端是否完整。而后者会检测手机是否经过Root，若是，则手机银行、支付工具、付费软件、游戏等直接关联付费内容的App会立刻拒绝访问。
这与隐私沙盒一起，是该公司自2020年以来一直致力于淘汰Cookie的行动的一部分。

## 评价
该功能引发了争议，反对者认为其可被用于阻止广告拦截，多家浏览器厂商和组织表示反对。
| 实体                 | 日期       | 意见 | 备注   |
| -------------------- | ---------- | ---- | ------ |
| Mozilla              | 2023-07-25 | 反对 | [ 7 ]  |
| Vivaldi Technologies | 2023-07-27 | 反对 | [ 8 ]  |
| 自由软件基金会       | 2023-07-29 | 反对 | [ 9 ]  |
| Brave Software       | 2023-07-31 | 反对 | [ 10 ] |
| 电子前哨基金会       | 2023-08-07 | 反对 | [ 11 ] |
| 万维网联盟           | 2023-08-11 | 无   | [ 12 ] |